# براو، کامبریا
براو (به انگلیسی: Brough) یک روستا و محله مدنی در بریتانیا است که در منطقه ادن واقع شده‌است. براو ۷۵۱ نفر جمعیت دارد.